# Tomàs Roger i Larrosa
Tomàs Roger i Larrosa   (Figueres, 19 de setembre de 1848 - Figueres, 1912) fou un polític català, diputat i senador a les Corts Espanyoles durant la restauració borbònica.

## Biografia
Era fill del banquer i polític progressista figuerenc Tomàs Roger i Vidal. Fou militant del Partit Conservador, amb el qual fou elegit diputat pel districte de Figueres a les eleccions generals espanyoles de 1886. Després fou senador per la província de Girona el 1899-1901. En el Senat d'Espanya formà part de la Comissió de Carreteres, i va participar en el dictamen de la carretera de Girona a Sant Feliu de Guíxols, i la de Madrid a França per la Jonquera.